# Melanesia granulata
Melanesia granulata är en insektsart som först beskrevs av Melichar 1914.  Melanesia granulata ingår i släktet Melanesia och familjen sporrstritar. Inga underarter finns listade i Catalogue of Life.